# Candié
El candié (del inglés candy, caramelo y egg, huevo) era un reconstituyente propio del Marco de Jerez, en la ciudad de Jerez de la Frontera (España). Su creación está fuertemente ligada a la producción de vinos de Jerez.

## Ingrediente
Se realiza con huevo (normalmente la yema), azúcar y vino oloroso o dulce de jerez o brandy de Jerez.

## Candié en elsigloXXI
El candié se puede encontrar a día de hoy con ingredientes adicionales que le dan más sabor, como frutas o como aderezo de otros dulces.